# Julien Hasley

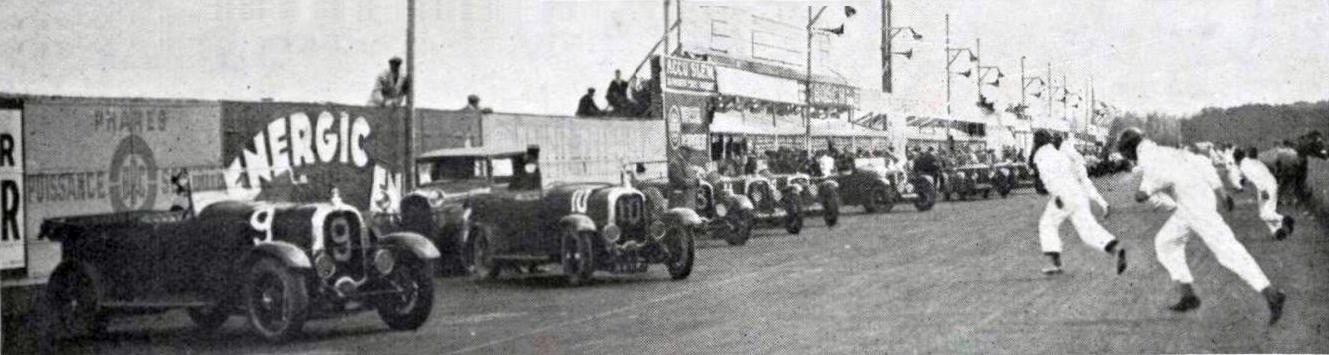
Start zum 24-Stunden-Rennen von Le Mans 1927, das Julien Hasley mit Partner André de Victor als Gesamtzweiter beendete

Julien François Auguste Hasley (* 12. Januar 1898 in Trouville-sur-Mer; † 8. August 1971 in Orléans) war ein französischer Autorennfahrer.

## Karriere
Julien Hasley bestritt in den 1920er-Jahren Sportwagenrennen für den französischen Automobilhersteller Salmson. Sein größter Erfolg als Fahrer war der zweite Gesamtrang beim 24-Stunden-Rennen von Le Mans 1927. Hasley und sein Teamkollege André de Victor steuerten einen Salmson GS, der nur einen 1,1-Liter-4-Zylinder-Reihenmotor hatte. Das Rennen wurde durch das White-House-Desaster bekannt, einem Massenunfall bei dem von den drei favorisierten Bentleys zwei ausfielen und einer schwer beschädigt wurde. Die beiden späteren Sieger Dudley Benjafield und Sammy Davis verloren nach einer Notreparatur viele Zeit an den Boxen und gewannen am Schluss dennoch mit 21 Runden Vorsprung auf den kleinen Salmson. Hasley und de Victor gewannen neben dem Sieg in der 1,1-Liter-Klasse auch den Prix le Saint-Didier.
Bei seinen weiteren Le-Mans-Starts fiel er jeweils aus. 1926 durch einen Unfall und 1928 nach einem Motorschaden am Salmson GS.

## Statistik

### Le-Mans-Ergebnisse
| Jahr | Team                        | Fahrzeug   | Teamkollege     | Platzierung            | Ausfallgrund |
| ---- | --------------------------- | ---------- | --------------- | ---------------------- | ------------ |
| 1926 | Société des Moteurs Salmson | Salmson GS | André de Victor | Ausfall                | Unfall       |
| 1927 | Émile Salmson et Cie        | Salmson GS | André de Victor | Rang 2 und Klassensieg |              |
| 1928 | Société des Moteurs Salmson | Salmson GS | Albert Perrot   | disqualifiziert        |              |